# リズム・オブ・ザ・セインツ
リズム・オブ・ザ・セインツ(The Rhythm Of The Saints)は、1990年に発表されたポール・サイモンのアルバム。ブラジルで現地ミュージシャンの演奏を録音した後、ニューヨークで完成させた。

## 収録曲
特記なき楽曲はポール・サイモン作。
1. オヴィアス・チャイルド - "The Obvious Child" - 4:10
2. キャント・ラン、バット - "Can't Run, But" - 3:37
3. コースト - "The Coast" (Paul Simon, Vincent Nguini) - 5:00
4. プルーフ - "Proof" - 4:38
5. ファーザー・トゥ・フライ - "Further to Fly" - 5:32
6. シー・ムーヴス・オン - "She Moves On" - 5:02
7. ボーン・アット・ザ・ライト・タイム - "Born at the Right Time" - 3:48
8. クール、クール・リヴァー - "The Cool, Cool River" - 4:33
9. スピリット・ヴォイセズ - "Spirit Voices" (P. Simon, Milton Nascimento) - 3:54
10. リズム・オブ・ザ・セインツ - "The Rhythm of the Saints" - 4:20

### リマスター版収録曲
- ボーン・アット・ザ・ライト・タイム（アコースティック・ヴァージョン） - "Born at the Right Time" [acoustic demo] - 3:50
- テルマ（アウトテイク） - "Thelma" [outtake] - 4:14
- コースト（デモ・ヴァージョン） - "The Coast" [work-in-progress version] - 5:12
- スピリット・ヴォイセズ（デモ・ヴァージョン） - "Spirit Voices" [work-in-progress version] - 3:49